# 桃119線
桃119線 東眼山－復興，是位於桃園市的一條區道，南起桃園市復興區霞雲，北至桃園新北市界，全長9.965公里。

## 路線說明
桃園市
- 復興區：東眼山國家森林遊樂區（起點） → 霞雲里（終點，台7線岔路）

## 交會公路
- 北113線（起點）
- 台7線（終點）